# Ян Кшиштоф Белецький
Ян Кшиштоф Белецький (пол. Jan Krzysztof Bielecki); нар. 3 травня 1951, Бидгощ) — польський політик, економіст, прем'єр-міністр з 4 січня по 5 грудня 1991 року.

## Життєпис
Закінчив ліцей імені Владислава Пнівського в Гданську, факультет економіки транспорту Гданського університету в Сопоті в 1973. 
У 1970-ті роки працював асистентом в Інституті економіки водного транспорту, в 1980-1982 — в Центрі підготовки управлінських кадрів міністерства машинобудування. Був експертом «Солідарності», під час воєнного стану співпрацював з підпільним рухом, в травні 1982 звільнений з роботи з політичних мотивів. 
У 1982-1985 займався власним бізнесом, потім заснував кооператив «Світанок», в якому працювали діячі опозиції, що піддавалися переслідуванням.
В 1989 обраний депутатом Сейму як представник опозиції, входив до складу Цивільного парламентського клубу. 
У 1991 був прем'єр-міністром (у президентстві Леха Валенси), його уряд продовжував курс на реалізацію ліберальних реформ, що проводився кабінетом Тадеуша Мазовецького, ключову роль у ньому продовжував грати Лешек Бальцерович. Білецький заснував партію Ліберально-демократичний конгрес (ЛДК), обраний від неї депутатом Сейму в 1991.
В уряді Ханни Сухоцької (1993-1994) був міністром європейської інтеграції.
З листопада 1993 — директор і представник Польщі в Європейському банку реконструкції та розвитку в Лондоні. 
У 2001 його партія ЛДК увійшла до складу Союзу свободи. 
З 1 жовтня 2003 — генеральний директор банку Pekao SA. 
У листопаді 2009 подав у відставку з цієї посади. 
З 15 січня 2010 — голова ради Польського інституту міжнародних справ. 
9 березня 2010 прем'єр Дональд Туск призначив його головою Економічної ради при прем'єр-міністрі.

## Нагороди
Нагороджений орденом Білого Орла (2010), почесним знаком Bene Merito (2010). У 1991 удостоєний премії Киселя, заснованої Штефаном Кисилевським.